# Dos a quererse (1974)
Dos a quererse é uma telenovela argentina produzida pela Pol-ka Producciones e exibida pelo Canal 13 em 1974.

## Elenco
- Hilda Aguirre
- Julio Alemán
- Chela Castro
- Rosa Gloria Chagoyán